# Ernst III. (Braunschweig-Grubenhagen)

Herzog Ernst von Braunschweig-Grubenhagen-Herzberg

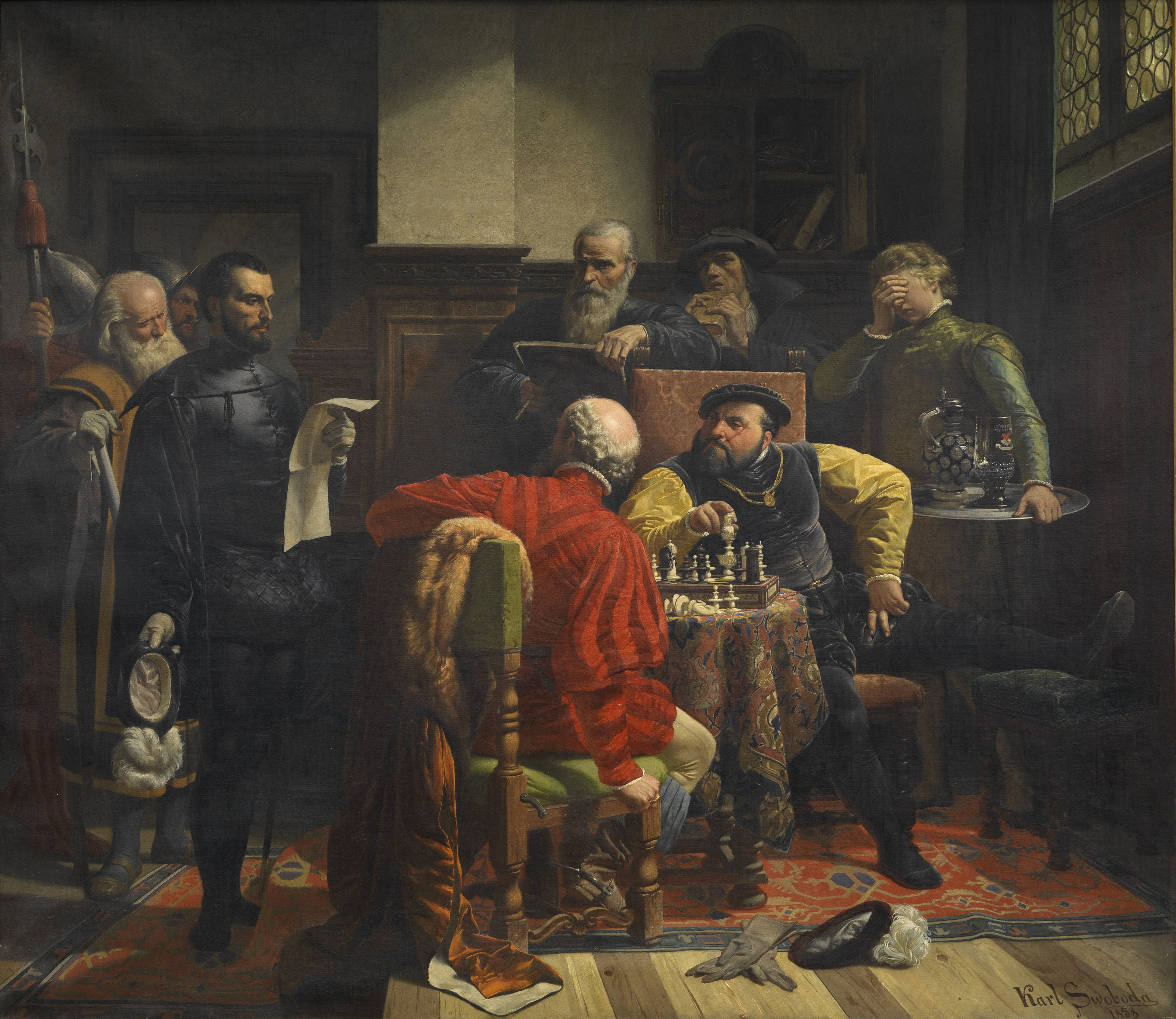
Verkündigung des Todesurteils an den Kurfürsten Johann Friedrich von Sachsen im Jahre 1547, signiert, datiert Karl Swoboda 1858 (der Schachpartner ist Ernst III.)

Ernst III. (IV.) von Braunschweig-Grubenhagen-Herzberg (* 17. Dezember 1518 in Osterode am Harz; † 2. April 1567 auf Schloss Herzberg in Herzberg), seit 1566 Herzog zu Braunschweig und Lüneburg, war seit 1551 Fürst des Fürstentums Grubenhagen aus dem Adelsgeschlecht der Welfen.

## Leben
Ernst war der älteste Sohn des Herzogs Philipp I. von Braunschweig-Grubenhagen (1476–1551) und dessen zweiter Ehefrau Katharina von Mansfeld-Vorderort (1501–1535), älteste Tochter des Grafen Ernst II. und dessen erster Frau Barbara von Querfurt. Seine Großeltern väterlicherseits waren Herzog Albrecht II. von Braunschweig-Grubenhagen und dessen Frau Elisabeth von Waldeck.
Zusammen mit seinem Vater und seinen Brüdern nahm er 1546 an einem Feldzug im Schmalkaldischen Krieg in Süddeutschland teil, der vor Ingolstadt erfolglos endete.
1566 wurde Ernst durch Kaiser Maximilian II. in die Gesamtbelehnung des Welfenhauses mit dem Herzogtum Braunschweig-Lüneburg mitaufgenommen. Seitdem führten auch die Grubenhagener Welfen wie ihre Lüneburger, Wolfenbütteler und Calenberger Vettern den Titel Herzog zu Braunschweig und Lüneburg.

## Heirat und Nachkommen
Am 9. Oktober 1547 heiratete Herzog Ernst III. in Wolgast die Prinzessin Margarethe von Pommern-Wolgast (1518–1569), älteste Tochter von Herzog Georg I. und seiner ersten Frau Prinzessin Amalie von der Pfalz. Aus der Ehe erreichte nur eine Tochter das Erwachsenenalter:
- Elisabeth (* 14. April 1550 in Salzderhelden; † 11. Februar 1586 in Østerholm auf Alsen) ⚭ 19. August 1568 Herzog Johann II. von Schleswig-Holstein-Sonderburg (1545–1622).

Die Nachfolge von Herzog Ernst III. übernahm dessen jüngerer Bruder Wolfgang. Als auch dieser 1595 ohne männliche Nachkommen starb, folgte Ernsts anderer Bruder Philipp II. Mit dessen kinderlosen Tode im darauffolgenden Jahr starb die Grubenhagener Linie der Welfen aus.